# Квінтон Гувер
Квінтон Гувер (англ. Quinton Hoover; 16 березня 1964 — 20 квітня 2013) — американський художник, найбільш відомий своєю творчістю в колекційній картковій грі Magic: The Gathering.

## Кар'єра
Гувер намалював понад 70 фігур для колекційної карткової гри Magic: The Gathering. Квінтон був художником для чарівної картки «Пропозиція», автор якої Річард Гарфілд зробив пропозицію своїй тодішній дівчині (і майбутній дружині), Лілі Ву. Квінтон працював ілюстратором для багатьох інших карткових ігор, включаючи Middle-earth Collectible Card Game, і рольових книг, у тому числі книг Dungeons & Dragons, таких як Monster Manual II (2002) і Book of Vile Darkness (2002). Він був співавтором коміксу Morgana X.
Гувер народився у Фруті, штат Колорадо, у 1964 році і жив у Оклахома-Сіті, штат Оклахома. Він був одружений і мав чотирьох дорослих дітей. Він помер 20 квітня 2013 року.